# Sudong
La Isla Sudong (en inglés: Sudong Island; en chino: 苏东岛; en malayo: Pulau Sudong) es una isla de coral de 209 hectáreas (2,09 km²) frente a la costa sur de Singapur, que fue ampliada a través de un proceso de ganancia de tierras al mar durante la década de 1970.

## Área restringida
Desde la década de 1980, en Pulau Sudong, junto con las islas de Pulau Senang y Pulau Pawai, se han formado Fuerzas Armadas de Singapur teniendo en el sur de la zona lugares para el entrenamiento militar y una zona de tiro directo. Al igual que todas las demás instalaciones militares en Singapur, en toda la zona de tiro está estrictamente prohibido el acceso a los civiles en todo momento del día y la noche. Las únicas excepciones a esta regla, son los trabajadores que son contratados por el Ministerio de Defensa para realizar el mantenimiento en las instalaciones de la isla.
La Pista de aterrizaje de la isla y el muelle son mantenidos por la Fuerza Aérea de Singapur, con la mayoría de su territorio cubierto por una densa vegetación, la isla es a su vez un refugio de vida silvestre de aves migratorias y plantas.